# Thin White Rope
Thin White Rope war eine amerikanische Rockband aus den 1980er bis in die beginnenden 1990er Jahre. Sie wurde 1984 von Frontmann Guy Kyser in Davis (Kalifornien) gegründet. Bis zu ihrer Auflösung 1992 veröffentlichten Thin White Rope fünf Studioalben. Das Doppelalbum The One That Got Away ist ein Mitschnitt aus ihrem Abschiedskonzert vom 28. Juni 1992 im belgischen Gent. Die Band löste sich auf, weil Guy Kyser in Berkeley ein Studium begann.

## Diskografie
Alben
- 1985 – Exploring The Axis
- 1987 – Moonhead
- 1988 – In The Spanish Cave
- 1990 – Sack Full Of Silver
- 1991 – The Ruby Sea
- 1992 – The One That Got Away

Zusammenstellungen
- 1994 – When Worlds Collide
- 1995 – Spoor

EPs
- 1987 – Bottom Feeders
- 1989 – Red Sun
- 1991 – Squatter’s Rights

Singles
- 1988 – Skinhead
- 1990 – Ants Are Cavemen
- 1991 – Eye
- 1993 – Moonhead (live)